# 埃爾馬爾克島
埃爾馬爾克島是帛琉的島嶼，位於科罗尔東南23公里的洛克群島，長6公里、寬4.5公里，面積9.1平方公里，最高點海拔高度82米，島上無人居住，以水母湖聞名。
7°9′8.57″N 134°22′4.25″E / 7.1523806°N 134.3678472°E

## 外部連結
- Map of the Mecherchar Islands （页面存档备份，存于）